# Cahombo
Cahombo è una municipalità dell'Angola appartenente alla provincia di Malanje. Ha 54.157 abitanti (stima del 2006) ed una superficie di 5.690 km².
Il capoluogo è Cahombo.